# Тирайне (остановочный пункт)
Ти́райне (латыш. Tīraine) — остановочный пункт в восточной части Марупского края, близ границы города Рига, на электрифицированной железнодорожной линии Рига — Елгава. Остановочный пункт находится в черте населённого пункта Тирайне. Приблизительно в 1 км в сторону Риги находится путевой пост «8 км», с ответвлением на предприятие «Transbūvservis».

## История
Остановочный пункт открыт в 1928 году под названием «Тирини». Переименован в «Тирайне» в 1936 году. По окончании Второй мировой войны остановочный пункт был закрыт. Открыт вновь в 1983 году..
По данным 2009 года цена билета от Тирайне до Риги — 0,50 лата (время в пути около 12 мин), до Елгавы — 1,15 лата (время в пути около 37 мин).

## Галерея

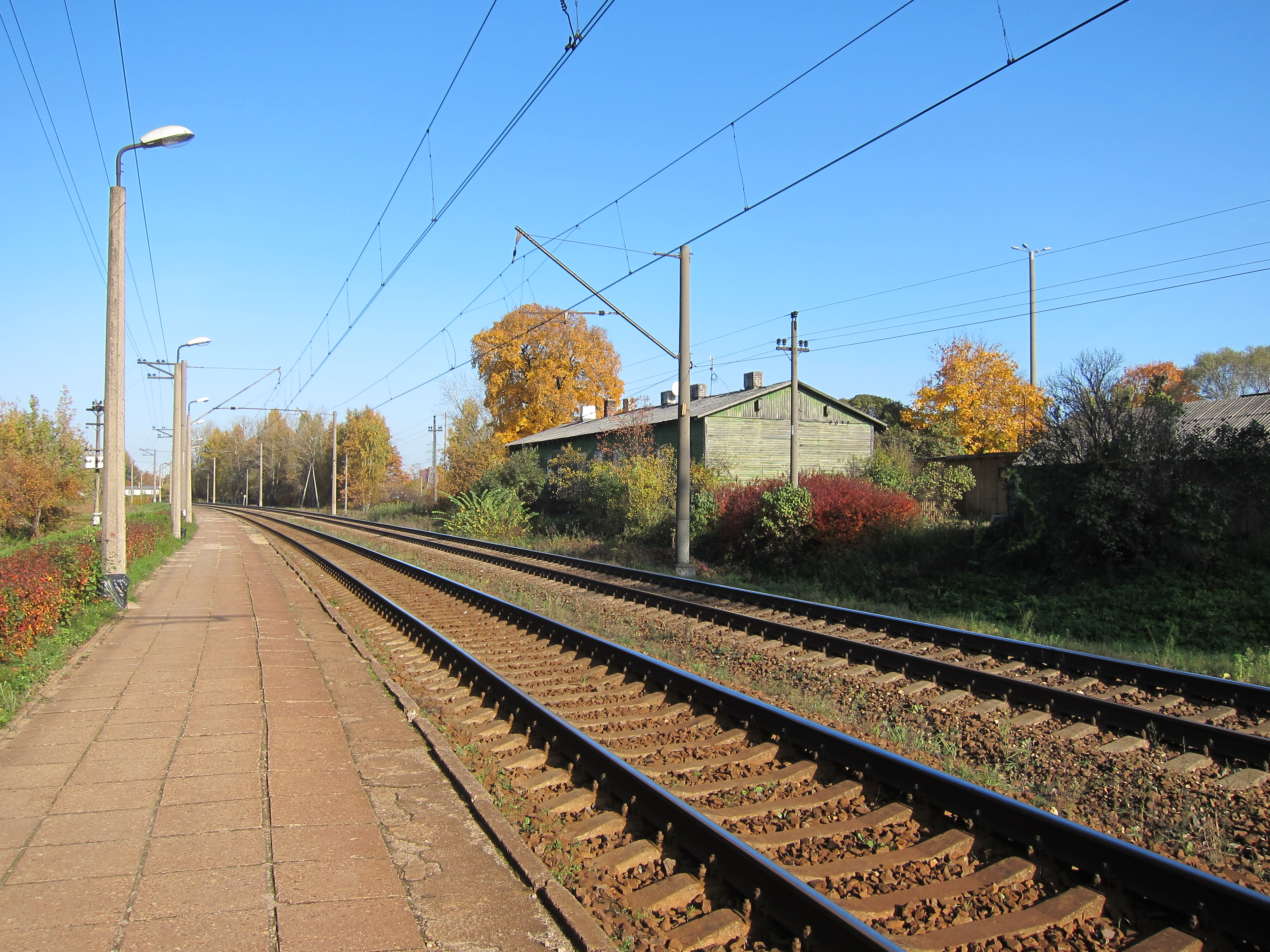
Перрон и пути. Вид в направлении Риги
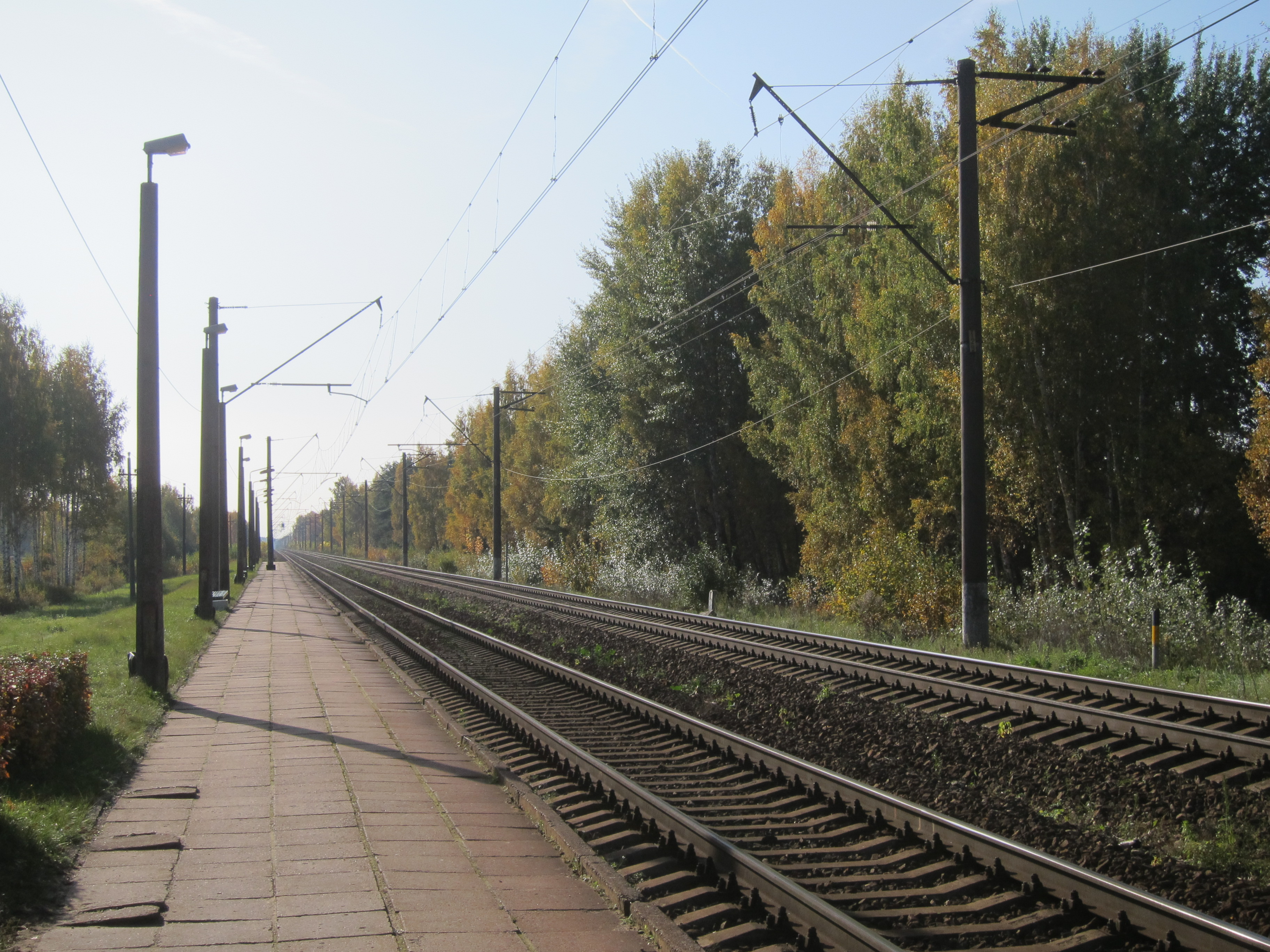
Перрон и пути. Вид в направлении Олайне
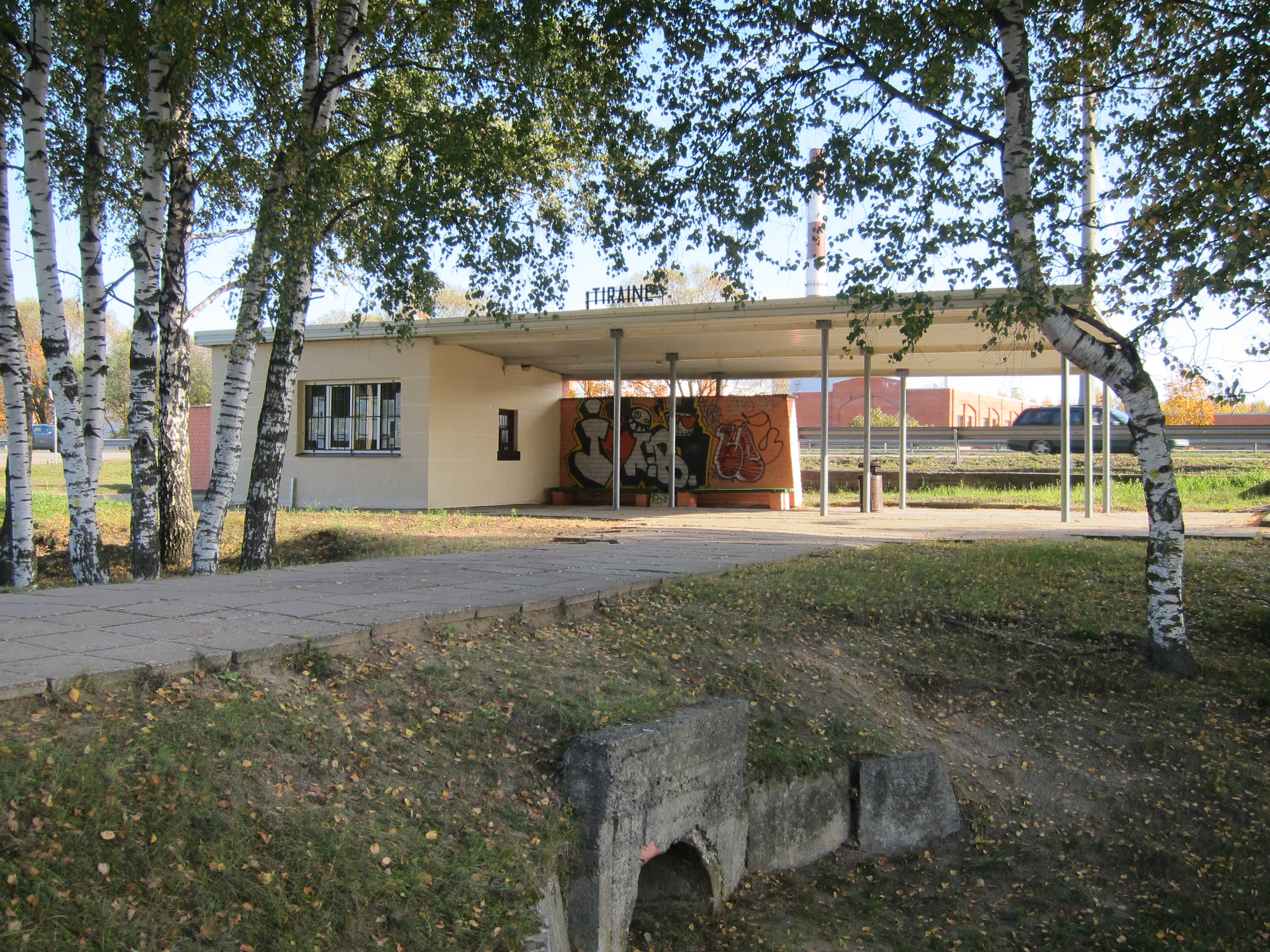
Пассажирский павильон
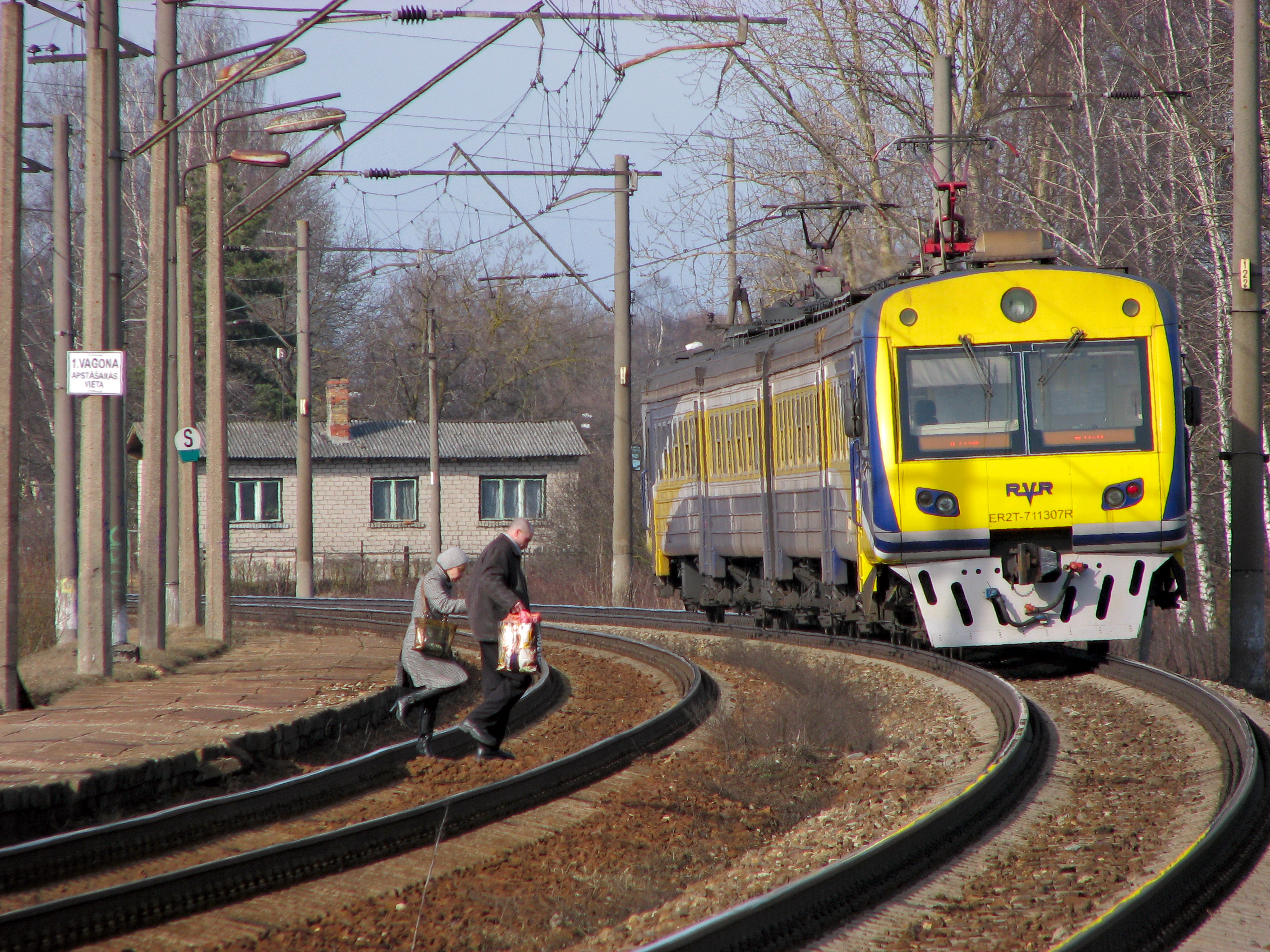
Электропоезд ЭР-2Т 7113 отправляется от платформы Тирайне
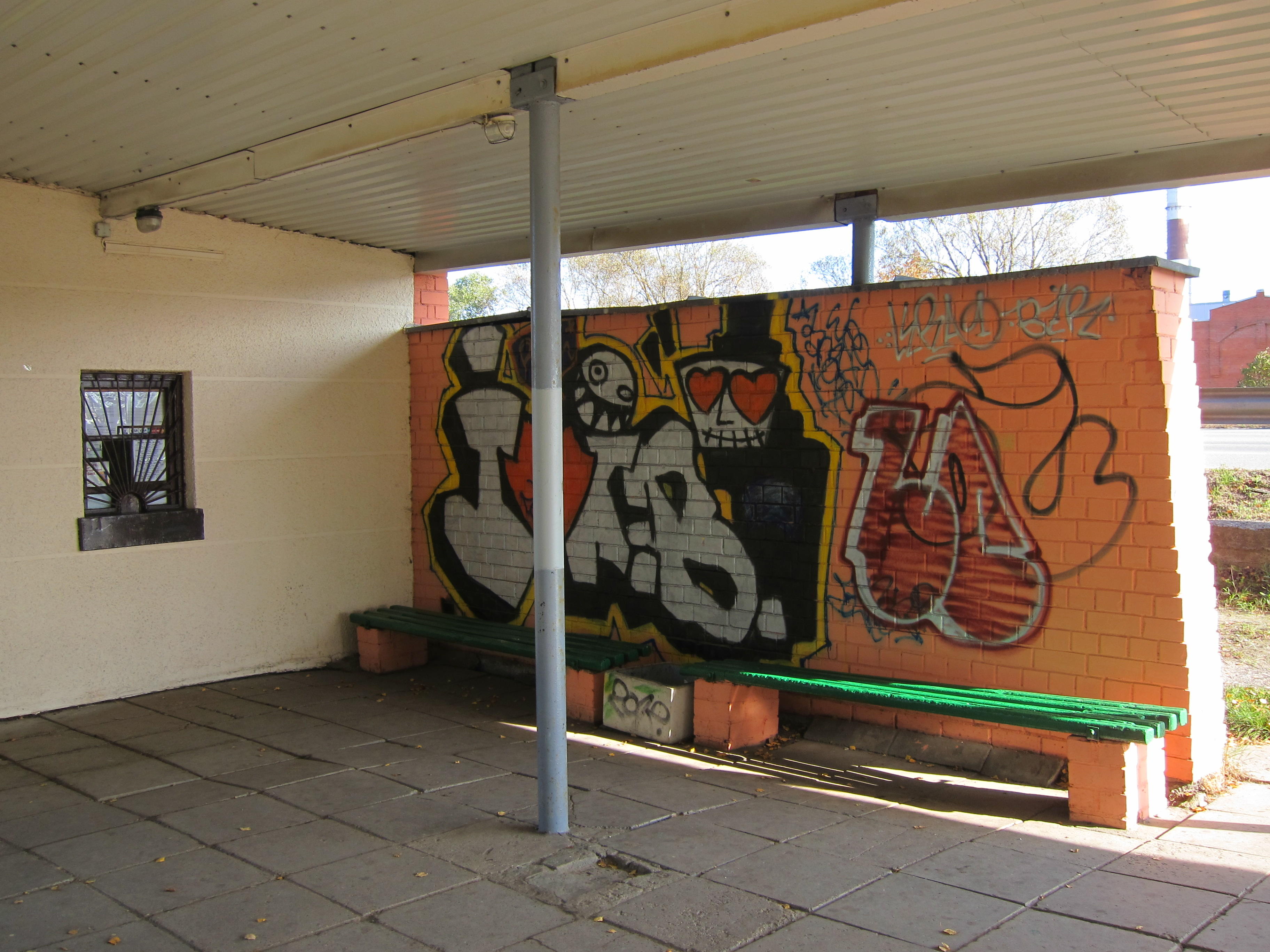
Под крышей пассажирского павильона
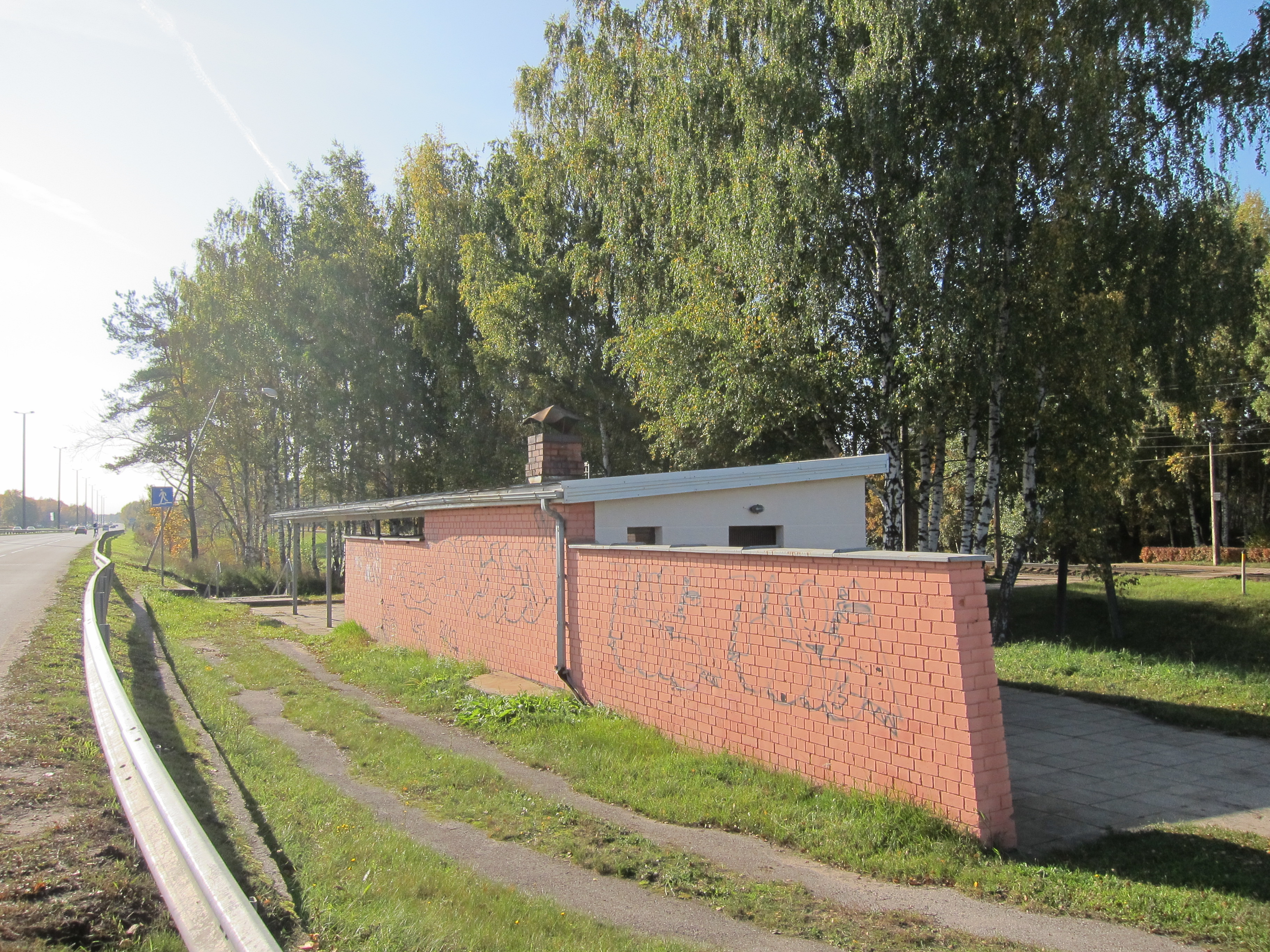
Пассажирский павильон. Вид со стороны шоссе